# Smyrna bella
Smyrna bella är en fjärilsart som beskrevs av Jean Baptiste Godart 1823. Smyrna bella ingår i släktet Smyrna och familjen praktfjärilar. Inga underarter finns listade i Catalogue of Life.